# 補充教材
補充教材是一类图书的总称，也稱“教学辅导书”（常简称“教辅”“教辅书”）、同步辅导书、参考书等，是一种辅佐教材的参考性书籍，往往由知识讲解和练习题组成，屬工具書的一種。
其使用者包括学生、教师及教研员等。在亞洲如中國大陸、台灣、香港、日本、新加坡等地，初高中教辅具有广泛的市场。

## 市场情况

### 大陆
中国大陆的教辅根据形式的不同，一般分为软教辅和硬教辅之分。 
所谓软教辅，大多是以期刊、报纸形式，以培养学生基本素质为主。这要求在形式上新颖灵活，对出版社的师资有严格的要求，比如山西的《英语周报》、《语文周报》文字报刊社的《语文建设》等，这都需要几十年的文化底蕴积淀。但是软教辅的弱势在于针对性训练较少，大多数教师只是选择其为课外材料。
硬教辅即常见的教辅图书，优势在于紧贴考试，针对强化训练，但是由于入门门槛较低，常常会有些粗制滥造的产品。
另外，还有以网站的形式出现的教辅资料网，这些网站里的资源有教案、习题等，大多免费供教育工作者下载，如新课标第一网、新课标网等。
在中国大陆有时还会对教辅做代际划分，大约每十年为一代，分为第一代教辅（作业型，二十世纪八十年代以来）、第二代教辅（练习型，二十世纪九十年代以来）、第三代教辅（助学型，二十一世纪以来）、第四代教辅（助学助教，二十一世纪一十年代以来）等。

### 香港
在香港，一些補教名師亦有編寫教辅並出版，有些會公開出售，有些則只提供給自己的學生。
香港的參考書主要有兩大類，一種是寫作、學習、做功課時的參考用的書籍，另一種則是專門應付考試的書籍。其中以解題為主、專門應付考試的參考書稱為「精讀」，俗稱「雞精書」。
參考書的編寫需要耗費極大心力，但是市面上的參考書卻常有抄襲之品，不過參考書的市場因為有許多業者競爭，品質也精益求精，特別是形象包裝及封面，例如編寫作者特別強調名師，印刷排版等。

### 台灣
在台灣地區由於升學壓力及市場廣大，出現專門應付考試的參考書，架構通常是重點整理、例題解說、類題練習以及整合式的練習。市面上有很多參考書的品牌，例如南一書局、翰林、龍騰、建宏書局等。而在台灣中小學教育中，參考書常是學生人手一本，而課本卻是不知去向。除了學生的使用，老師亦使用參考書作為教學參考，參考書的存在與出現與教育品質是否有關仍待觀察。

## 影响
面对公開考試的巨大压力，学校、老师、学生往往會订购大量的教辅资料，以至挤占了大量课余时间。教辅在一定程度上训练了学生的思维能力和考試技巧，但也对学生的个性化发展和创新能力产生了不容忽视的负面影响。